# Tapalqué (partido)
Tapalqué (Partido de Tapalqué) is een partido in de Argentijnse provincie Buenos Aires. Het bestuurlijke gebied telt 8.296 inwoners.

## Plaatsen in partido Tapalqué
- Crotto
- Tapalqué
- Velloso